# 图图阿拉

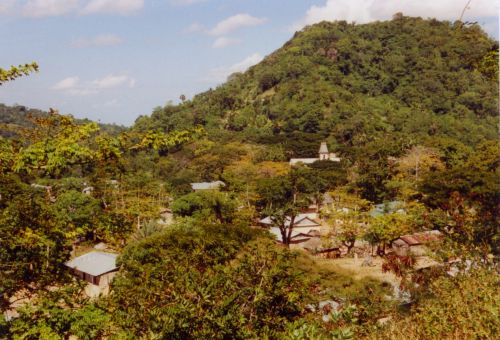
图图阿拉

图图阿拉是位於东帝汶勞滕區图图阿拉县的一座村庄。它位于帝汶的最东端，地處东帝汶聖保羅东北31（19英里）。  图图阿拉北临班达海，东南临帝汶海。图图阿拉也是尼諾科尼斯桑塔納國家公園的一部分。當地有洞穴。根據2004年人口普查，當地人口为3,707人。 